# 托比·罗伯茨
托比·罗伯茨（英語：Toby Roberts，2005年3月15日—），英国男子运动攀岩运动员。他曾代表英国参加2024年夏季奥林匹克运动会运动攀岩比赛，获得男子全能赛金牌，他是英国首位获得奥运运动攀岩金牌的选手。